# لانتانا نهرية
لانتانا نهرية (الاسم العلمي: Lantana megapotamica) هي نوع نباتي يتبع جنس اللانتانا من فصيلة اللويزية.